# 駐中華人民共和国大使館の一覧

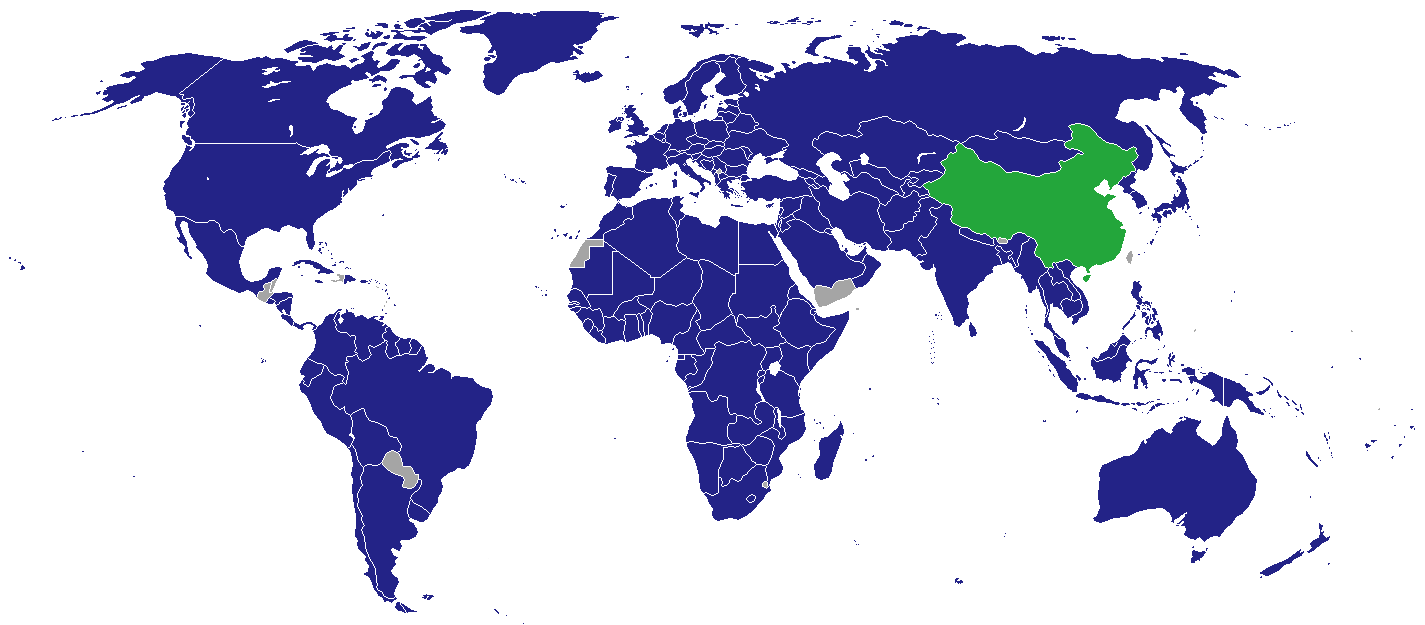
駐中華人民共和国大使館のある国

下記は、駐中華人民共和国大使館の一覧である。首都の北京に171の大使館が存在する。大使館の一覧では、領事館と香港に存在するものは除外している。

## 大使館
北京
| - アフガニスタン - アルバニア - アルジェリア - アンゴラ - アルゼンチン - アルメニア - オーストラリア - オーストリア - アゼルバイジャン - バハマ - バーレーン - バングラデシュ - バルバドス - ベラルーシ - ベルギー - ベナン - ボリビア - ボスニア・ヘルツェゴビナ - ボツワナ - ブラジル - ブルネイ - ブルガリア - ブルキナファソ - ブルンジ - カンボジア - カメルーン - カナダ - カーボベルデ - 中央アフリカ - チャド - チリ - コロンビア - コモロ - コンゴ共和国 - コンゴ民主共和国 - コスタリカ - クロアチア - キューバ - キプロス - チェコ - デンマーク - ジブチ - ドミニカ国 | - ドミニカ共和国 - 東ティモール - エクアドル - エジプト - エルサルバドル - 赤道ギニア - エリトリア - エストニア - エチオピア - フィジー - フィンランド - フランス - ガボン - ガンビア - ジョージア - ドイツ - ガーナ - ギリシャ - グレナダ - ギニア - ギニアビサウ - ガイアナ - ハンガリー - アイスランド - インド - インドネシア - イラン - イラク - アイルランド - イスラエル - イタリア - コートジボワール - ジャマイカ - 日本 - ヨルダン - カザフスタン - ケニア - クウェート - キルギス - ラオス - ラトビア - レバノン - レソト | - リベリア - リビア - ルクセンブルク - マダガスカル - マラウイ - マレーシア - モルディブ - マリ - マルタ - モーリタニア - モーリシャス - メキシコ - ミクロネシア連邦 - モルドバ - モンゴル - モンテネグロ - モロッコ - モザンビーク - ミャンマー - ナミビア - ネパール - オランダ - ニュージーランド - ニカラグア - ニジェール - ナイジェリア - 北朝鮮 - 北マケドニア共和国 - ノルウェー - オマーン - パキスタン - パレスチナ - パナマ - パプアニューギニア - ペルー - フィリピン - ポーランド - ポルトガル - カタール - ルーマニア - ロシア - ルワンダ - サモア | - サントメ・プリンシペ - サウジアラビア - セネガル - セルビア - セーシェル - シエラレオネ - シンガポール - スロバキア - スロベニア - ソマリア - 南アフリカ共和国 - 韓国 - 南スーダン - スペイン - スリランカ - スーダン - スリナム - スウェーデン - スイス - シリア - タジキスタン - タンザニア - タイ - トーゴ - トンガ - トリニダード・トバゴ - チュニジア - トルコ - トルクメニスタン - ウガンダ - ウクライナ - アラブ首長国連邦 - イギリス - アメリカ合衆国 - ウルグアイ - ウズベキスタン - バヌアツ - ベネズエラ - ベトナム - イエメン - ザンビア - ジンバブエ |

### 代表部
- 欧州連合 (代表部)
- リトアニア (在中華人民共和国リトアニア代表処)[1]

- ハイチ (在中華人民共和国ハイチ経済貿易代表部)
- 中華民国 (台湾海峡観光協会)

### 駐中華人民共和国大使館が無い国

#### 大使が本国に常駐している国
- アンティグア・バーブーダ
- サンマリノ
- モナコ

#### その他の大使館を設置していない国
- アンドラ
- キリバス
- クック諸島
- ニウエ
- リヒテンシュタイン

## 総領事館/領事館

### 成都
| - オーストラリア - チェコ - フランス - ドイツ - イスラエル | - 大韓民国 - ニュージーランド - パキスタン - ポーランド - シンガポール | - オーストリア - スイス - タイ |

### 重慶
| - ベラルーシ - カンボジア - カナダ - ウルグアイ | - ハンガリー - イタリア - 日本 - オランダ | - フィリピン - イギリス |

### 大連
- 日本 (瀋陽総領事館支局)
- 大韓民国 (瀋陽総領事館支局)

### 丹東
- 北朝鮮 (瀋陽総領事館支局)

### エレンホト
- モンゴル (領事館)

### 広州
| - アルゼンチン - オーストラリア - オーストリア - ベルギー - ブラジル - カンボジア - カナダ - チリ - コロンビア - コンゴ共和国 - コートジボワール - キューバ - デンマーク - エクアドル - エチオピア - フランス - ドイツ | - ギリシャ - インド - インドネシア - イラン - イスラエル - イタリア - 日本 - 大韓民国 - キルギス - クウェート - ラオス - マレーシア - マリ - メキシコ - オランダ - ニュージーランド - ナイジェリア | - ノルウェー - パキスタン - ペルー - フィリピン - ポーランド - ロシア - シンガポール - スペイン - スリランカ - スイス - タイ - トルコ - ウガンダ - ウクライナ - イギリス - アメリカ合衆国 - ベトナム |

### フフホト
- モンゴル

### 香港
駐香港総領事館の一覧を参照

### 景洪
- ラオス (昆明総領事館支局)

### 昆明
| - バングラデシュ - カンボジア - ラオス | - マレーシア - ミャンマー | - タイ - ベトナム |

### ラサ
- ネパール

### マカオ
(駐マカオ総領事館の一覧を参照)
- アンゴラ
- モザンビーク
- フィリピン
- ポルトガル

### 南寧
| - カンボジア - ラオス | - マレーシア - ミャンマー | - タイ - ベトナム |

### 青島
- 日本
- 大韓民国
- タイ

### 上海
| - アルゼンチン - オーストラリア - オーストリア - ベラルーシ - ベルギー - ブラジル - ブルガリア - カンボジア - カナダ - チリ - コロンビア - キューバ - チェコ - デンマーク - エクアドル - エジプト - エストニア - エチオピア - フィジー - フィンランド - フランス - ドイツ - ギリシャ - ハンガリー | - インド - インドネシア - イラン - アイルランド - イスラエル - イタリア - 日本 - カザフスタン - 大韓民国 - ラオス - ルクセンブルク - マレーシア - マルタ - メキシコ - モンゴル(Consular Section) - オランダ - ニュージーランド - ナイジェリア - ノルウェー - パキスタン - ペルー - フィリピン - ポーランド - ポルトガル | - ルーマニア - ロシア - セルビア - セーシェル - シンガポール - スロバキア - スロベニア (領事館) - 南アフリカ共和国 - スペイン - スリランカ - スウェーデン - スイス - タイ - トルコ - ウクライナ - アラブ首長国連邦 - イギリス - アメリカ合衆国 - ウルグアイ - ウズベキスタン - バヌアツ - ベネズエラ - ベトナム |

### 瀋陽

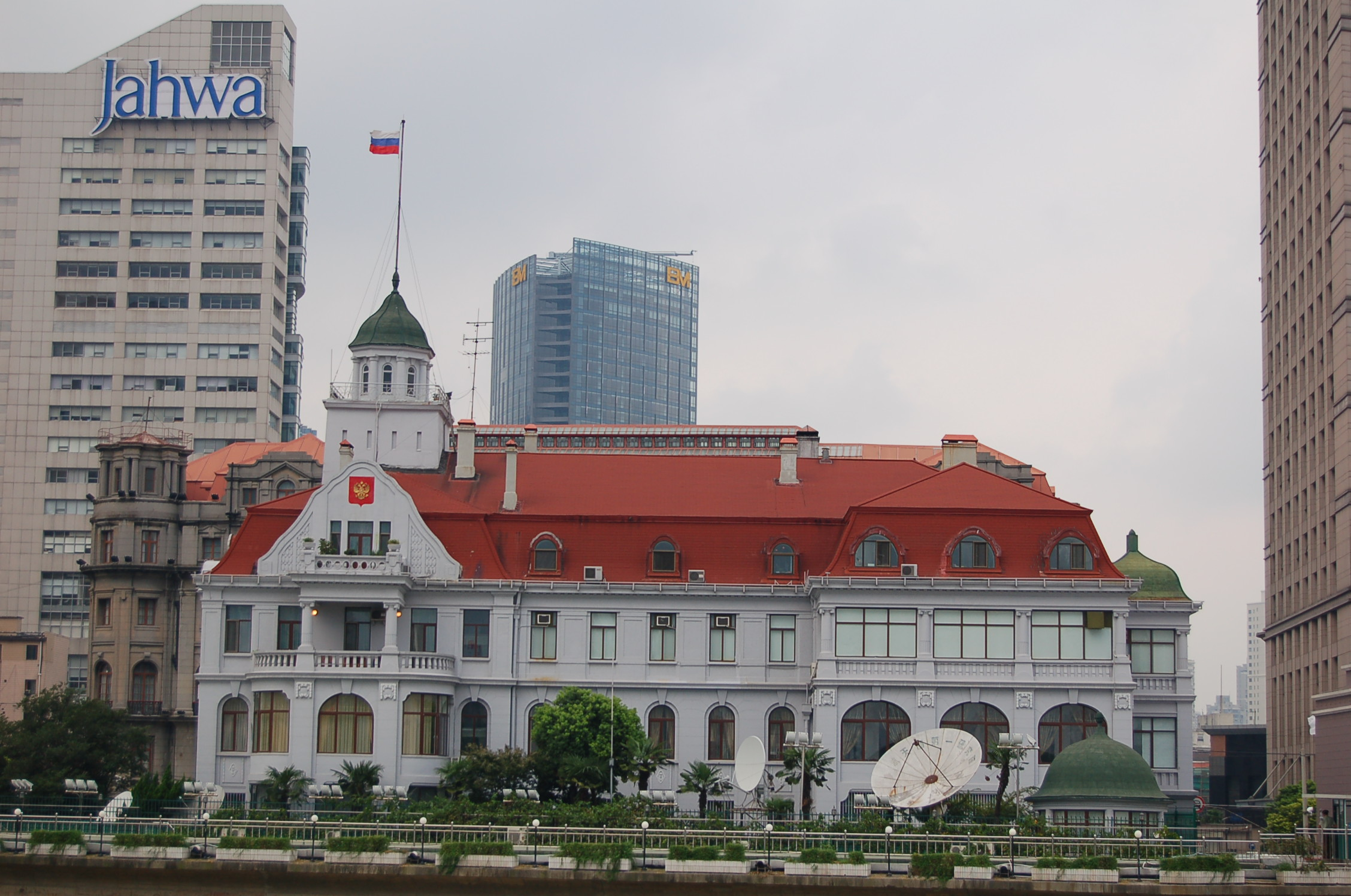
在上海ロシア総領事館

| - フランス - ロシア - ドイツ | - 北朝鮮 - 大韓民国 - 日本 | - アメリカ合衆国 |

### 武漢
- フランス
- 大韓民国
- イギリス
- アメリカ合衆国

### 厦門
- フィリピン
- シンガポール
- タイ

### 西安
- 大韓民国
- マレーシア
- タイ